# The Awakening (musikalbum av Merciless)
The Awakening är det svenska death metal-bandet Merciless debutalbum. Det spelades in 1989 och gavs ut 1990 som första utgåvan på det av Mayhemgitarristen Euronymous nystartade bolaget Deathlike Silence. Albumet utgavs både som CD och på vinyl. The Awakening återutgavs 1999 av Osmose Productions med fyra liveinspelningar som bonusspår. Dessa var inspelade i Uppsala 7 december 1990. Tre av live-låtarna är från debutalbumet medan "Nuclear Attack" var en demolåt från Realm of the Dark som gavs ut först med tredje fullängdsalbumet Unbound.

## Låtlista
1. "Pure Hate"   – 3:28
2. "Souls of the Dead"  – 2:59
3. "The Awakening"  – 3:11
4. "Dreadful Fate"  – 2:47
5. "Realm of the Dark"  – 3:52
6. "Dying World"  – 4:18
7. "Bestial Death"  – 2:26
8. "Denied Birth"  – 4:01

### Bonusspår på 1999 års utgåva
9 "Bestial Death"  – 2:20  (live)

 10 "The Awakening"  – 3:10  (live)

 11 "Nuclear Attack"  – 2:27  (live)

 12 "Pure Hate"  – 3:10  (live)

## Bandmedlemmar
- Roger "Rogga" Pettersson - sång
- Erik Wallin - gitarr
- Fredrik Karlén - bas
- Stefan "Stipen" Carlsson - trummor